# ビッグホーン郡 (ワイオミング州)
座標: 北緯44度32分 西経107度59分 / 北緯44.53度 西経107.99度
ビッグホーン郡（英: Big Horn County）は、アメリカ合衆国ワイオミング州にある郡。人口は1万1521人（2020年） 。郡庁所在地はベースン町である。

## 歴史
ビッグホーン郡は1896年に組織された。

## 地理
アメリカ合衆国国勢調査局によると、この郡は総面積8,182 km2 （3,159 mi2）である。このうち8,125 km2 （3,137 mi2）が陸地で、57 km2 （22 mi2）が水地域である。総面積の0.70%が水地域となっている。

### 隣接する郡
- ビッグホーン郡 (モンタナ州)（北東）
- シェリダン郡（東）
- ジョンソン郡（南東）
- ワシャキー郡（南）
- パーク郡（西）
- カーボン郡 (モンタナ州)（北西）

### 郡内の国立保護区
- ビッグホーン・キャニオン国立レクリエーション地域（部分管轄）
- ビッグホーン国有林（部分管轄）

## 人口動静

ビッグホーン郡の人口ピラミッド

2000年の国勢調査で、この郡は11,461人、4,312世帯、及び3,087家族が暮らしている。人口密度は1/km2 （4/mi2）で、1/km2 （2/mi2）の平均的な密度に5,105軒の住居が建っている。この郡の人種的構成は白人94.03%、アフリカン・アメリカン0.11%、先住民0.75%、アジア系0.21%、太平洋諸島系0.07%、その他の人種3.37%、及び混血1.46%で、人口の6.17%がヒスパニックまたはラテン系である。人口のうち23.0%がドイツ系、21.4%がイングランド系、8.1%がアメリカ系、8.0%がアイルランド系移民の子孫である。
4,312世帯のうち、32.50%は18歳未満の子供と暮らしており、61.00%は夫婦で生活している。6.80%は未婚の女性が世帯主であり、28.40%は家族以外の住人と同居している。25.00%は独身の居住者が住んでおり、11.90%は65歳以上で独居である。1世帯あたりの平均人数は2.60人であり、家庭の場合は3.13人である。
郡内の住民は28.70%が18歳未満の未成年、18歳以上24歳以下が7.30%、25歳以上44歳以下が22.60%、45歳以上64歳以下が24.60%、及び65歳以上が16.80%にわたっている。中央値年齢は39歳である。女性100人ごとに対して男性は100.20人いて、18歳以上の女性100人ごとに対して男性は97.10人いる。
この郡の世帯ごとの平均的な収入は32,682米ドルであり、家族ごとでは38,237米ドルである。男性の30,843米ドルに対して女性は19,489米ドルの平均的な収入がある。この郡の一人当たりの収入（per capita income）は15,086米ドルである。人口の14.10%及び家族の10.20%は貧困線以下である。18歳未満の19.20%及び65歳以上の10.00%は貧困線以下の生活を送っている。

## 町村

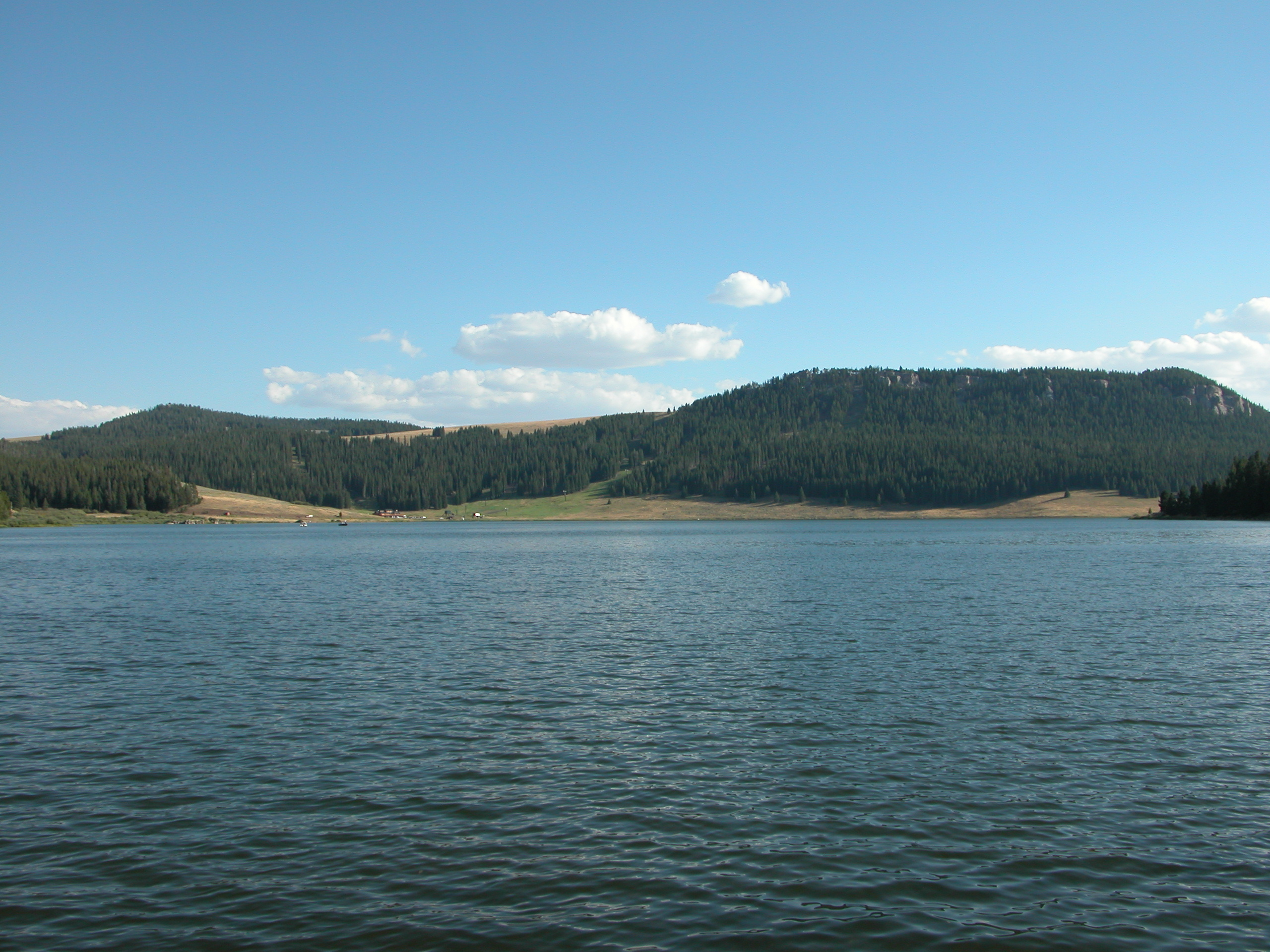
メドウ・ラーク湖の展望（2003年）

町
- ベースン（郡庁所在地）
- バーリントン（en:Burlington, Wyoming）
- バイロン（en:Byron, Wyoming）
- コウリー（en:Cowley, Wyoming）
- ディーヴァー（en:Deaver, Wyoming）
- フラニー（en:Frannie, Wyoming）
- グレイブル（en:Greybull, Wyoming）
- ラヴェル（en:Lovell, Wyoming）
- マンダーソン（en:Manderson, Wyoming）

国勢調査指定地域
- ハイアットヴィル（en:Hyattville, Wyoming）
- メドウ・ラーク・レイク（en:Meadow Lark Lake, Wyoming）

その他
- エンブレム（en:Emblem, Wyoming）
- オットー（en:Otto, Wyoming）
- シェル（en:Shell, Wyoming）

## 教育
ビッグホーン郡は4つの学区に分かれている。
- ビッグホーン郡第1学区（en:Big Horn County School District Number 1）
- ビッグホーン郡第2学区
- ビッグホーン郡第3学区
- ビッグホーン郡第4学区